# Борис Буден
Борис Бу́ден (сербохорв. Boris Buden; нар. 1958 Гарешниця, Хорватія) — хорватський і австрійський філософ, письменник, перекладач, теоретик перекладу.

## Життя
Вивчав філософію в Загребі, здобув докторський ступінь в університеті імені Гумбольдта в Берліні в галузі культурних досліджень. З 1984 року працював незалежним журналістом, перекладачем і публіцистом. У 1990 році він переїхав до Відня і отримав австрійське громадянство. У дев'яності роки працював журналістом і редактором незалежного журналу Arkzin у Загребі. Починаючи з 2003 року живе в Берліні. В даний час публікує статті з філософії, культурології, соціальної критики. Учасник Інституту прогресивної культурної політики (Відень).

## Книжки українською
- Борис Буден. Зона переходу: Про кінець посткомунізму. — Київ: Медуза, 2013.
  - Фрагменти:
  - Двадцятий чоловік // проSTORY. — 17.08.2014.
  - Про ідеологію «перехідного суспільства» [Архівовано 9 квітня 2015 у Wayback Machine.] // Політична критика. — 25.03.2015.